# Hrdza
A Hrdza eperjesi alapítású szlovákiai világzenei együttes. 1999-ben alapították.
Rendszeres fellépő Szlovákia mellett Csehországban; emellett az elmúlt években többször játszott Lengyelországban, és esetenként németországi, oroszországi fesztiválokon is fellépett.

## Tagok
- Slavomír Gibarti – ének, gitárok, koncovka (szlovák pásztorfurulya)
- Susanna Jara vagy Lucia Gibarti – ének
- Dominik Maniak vagy Ľubo Šamo – hegedű, vokál
- Matej Palidrab – harmonika, vokál
- Pavol Boleš – basszusgitár, vokál
- Marek Szarvaš – dob, ütőhangszerek[4]

## Diszkográfia
- Muzička (2002) szerzői kiadás
- Pod božími oknami (2006) Universal Music
- Hajnajnanyja (2009) Universal Music
- Muzička (új kiadás, 2010)
- Hrdzavá Osemnástka (18 dalos válogatás, 2016) szerzői kiadás
- Neskrotený (2018) szerzői kiadás[5]